# بني منصور (تاسيفت)
بني منصور هي إحدى مشيخات المملكة المغربية، تتبع جغرافيا لإقليم شفشاون وإداريًا لتاسيفت. يقدر عدد سكانها بـ 8489 نسمة حسب الإحصاء الرسمي للسكان والسكنى لسنة 2004.